# Международная ассоциация парламентариев за мир
Международная ассоциация парламентариев за мир (англ. International Association of Parliamentarians for Peace) — это международная неправительственная организация, объединяющая членов парламентов. Учреждена в 2016 году в Республике Корея.

## История
Ассоциация учреждена в 2016 году по инициативе Федерации за всеобщий мир с целью предоставить членам парламентов возможность для неформальных контактов в решении миротворческих задач. Программа прошла в Парламенте Республики Корея. В серии учредительных заседаний выступила сооснователь Федерации за всеобщий мир Хан Хакча. Бывший член Американского конгресса от штата Индиана Дэн Бертон и экс-спикер филиппинского парламента Хосе де Венесия были назначены первыми сопредседателями ассоциации.

## Цели
Ассоциация как неправительственная организация провозглашает следующие цели в сфере народной дипломатии: благое управление, борьба с коррупцией, сотрудничество между парламентариями для установления мира, продвижение ценностей семьи, достижение доверия между государствами.

## События
В 2017 году ассоциация участвовала в диалоге по проблеме Тайваня. В том же году в Вене, Австрия, при участии представителей ОБСЕ состоялась конференция ассоциации по проблемам реформы ООН. На конференции выступила посол Республики Беларусь в Австрию Алёна Купчая.
В 2018 году ассоциация выступила соорганизатором миротворческих программ в Непале.
В 2019 года ассоциация провела конференцию парламентариев в Сан Марино.
В 2021 году отделение ассоциации в Камеруне проводило программы по здоровому образу жизни и спорту.
В 2022 году в Тога состоялась мирная конференция ассоциации под руководством главы парламента Фатафехи Факафануа.
В 2023 году при участии экс-президента Майтрипала Япа Сирисена в Шри Ланке прошла программа ассоциации по повышение прозрачности работы парламента. В том же году ассоциация участвовала в наблюдении за выборами в Камбодже.
В 6 сентября 2024 года в Пномпене, Камбоджа, Председатель Национальной ассамблеи Королевства Камбоджа Хуон Содари приняла делегацию ассоциации во главе с Чарльзом Янгом. В ходе встречи Содари пригласила ассоциацию провести свою очередную конференцию в Камбодже в ноябре 2024 года. 
В 2024 году по инициативе ассоциации состоялись консультации для разработки международной Хартии мира (англ. Peace Charter) по предотвращению конфликтов, миростроительству и устойчивому развитию. Программы прошли в Кабоджи и Венгрии.  

## Отделения
С 2016 года ассоциация открыла свои отделения в ряде стран:
| Страна/регион | основание | Примечания | ист.                        |
| ------------- | --------- | --- | --------------------------- |
| Балканы       | 2017 год  | Основана Парламенте Косово в Приштине. Основатели — Альфред Мойсиу, Степан Месич, Фатмир Сейдиу.                            | [ 18 ]                      |
| Уганда        | 2019 год  | при участии спикера парламента Ребекки Кадага.                                                                              | [ 19 ] [ 20 ]               |
| Гана          | 2021 год  | при поддержке спикера парламента Албана Бэгбина.                                                                            | [ 21 ] [ 22 ] [ 23 ] [ 24 ] |
| Либерия       | 2018 год  | при участии сопредседателя комитета по вопросам мира, веры и национального примирения Палаты представителей Исаака Роланда. | [ 25 ] [ 26 ] [ 27 ]        |
| Замбия        | 2016 год  | | [ 28 ]                      |
| Самоа         | 2018 год  | При участии Туималеалиифано Ваалетоа Суалауви                                                                               | [ 29 ]                      |
| Ямайка        | 2017 год  | | [ 30 ]                      |
| Перу          | 2017 год  | при участии Антеро Флореса Араоса Эспарсы                                                                                   | [ 31 ]                      |